# Mickey Cottrell
Richard Edward Cottrell (Springfield, 4 de septiembre de 1944-Los Ángeles, 1 de enero de 2024), conocido profesionalmente como Mickey Cottrell, fue un publicista estadounidense de cine de Hollywood, productor de cine independiente y actor ocasional estadounidense, conocido por su trabajo en My Own Private Idaho, Volcano y Ed Wood. Cottrell tuvo pequeños roles en las series de televisión Star Trek: The Next Generation y Star Trek: Voyager.